# Cimetière militaire britannique de Denain
Le cimetière « Denain Communal Cemetery » est un cimetière militaire de la Première Guerre mondiale situé sur le territoire de la commune de Denain, Nord.

## Localisation
Ce cimetière est implanté à l'intérieur du cimetière communal, route d'Oisy.

## Historique
Occupée dès la fin août 1914 par les troupes allemandes, la ville de Denain est restée loin des combats jusqu'en novembre 1918. La ville était un centre hospitalier allemand pendant la plus grande partie de la guerre. Le cimetière communal était utilisé par les Allemands pour enterrer leurs soldats et, en 1917 et 1918, 153 prisonniers britanniques morts de suite de blessures ou de maladies. Un cimetière britannique a été réalisé à l'extrémité sud-est, après la prise de la ville. Après l'armistice, les tombes des prisonniers et d'autres tombes britanniques ont été regroupées à proximité.

## Caractéristique
Il y a maintenant plus de 309 victimes de la guerre 1914-18 commémorées sur ce site. Parmi celles-ci, 15 ne sont pas non identifiées et des monuments commémoratifs spéciaux ont été érigés pour quatre soldats britanniques et trois soldats canadiens, enterrés dans des parcelles allemandes, dont les tombes n'ont pu être trouvées.

## Galerie

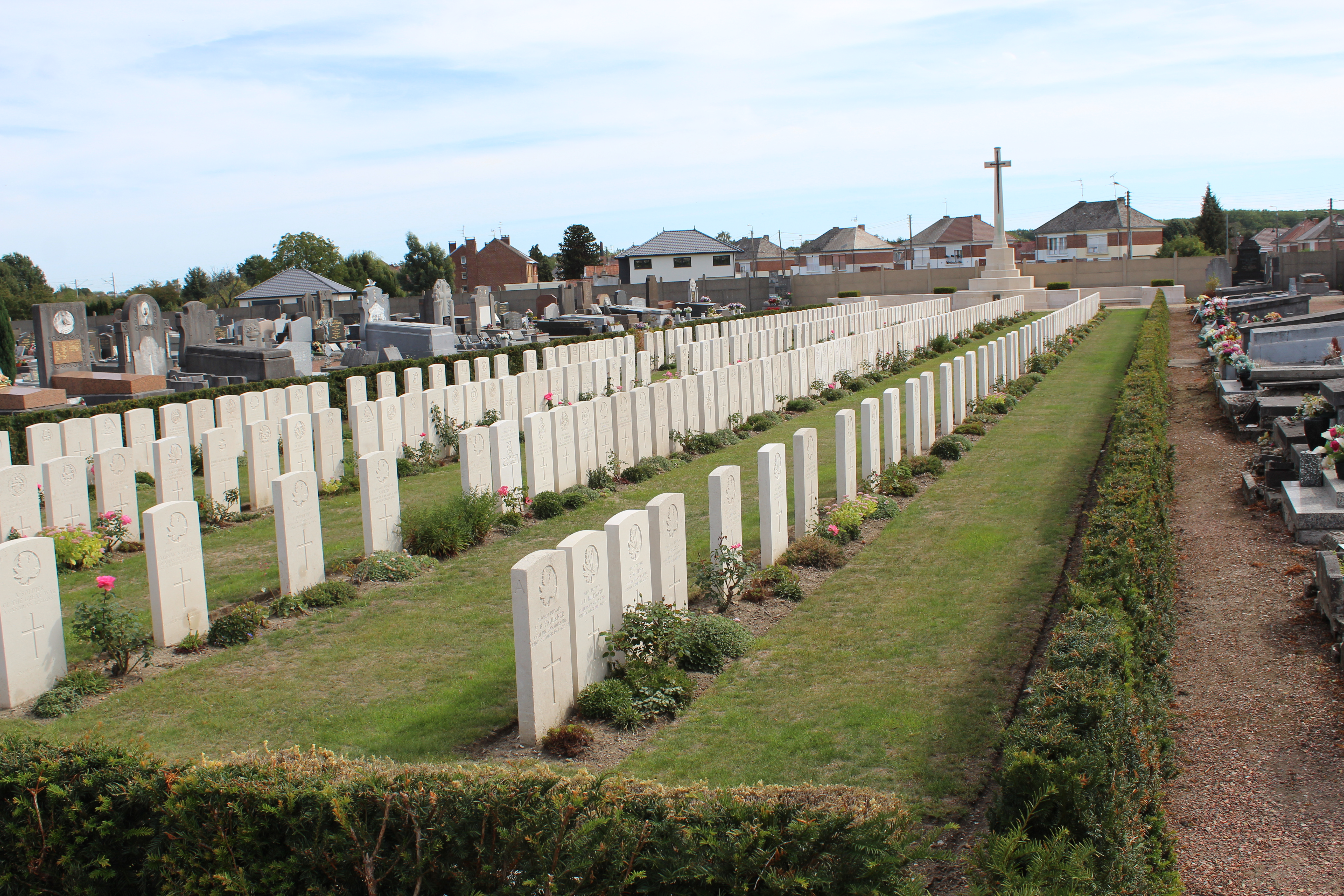
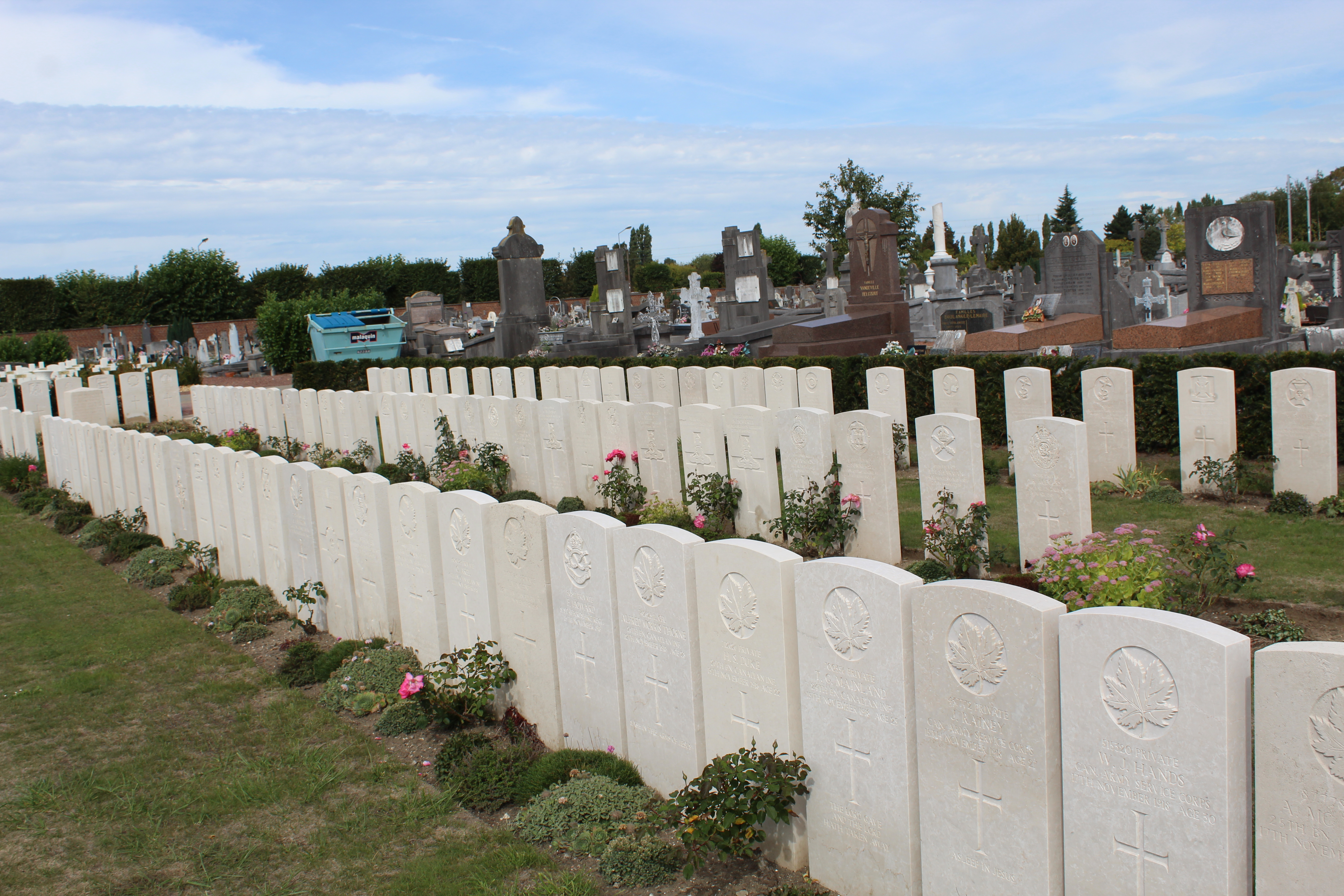
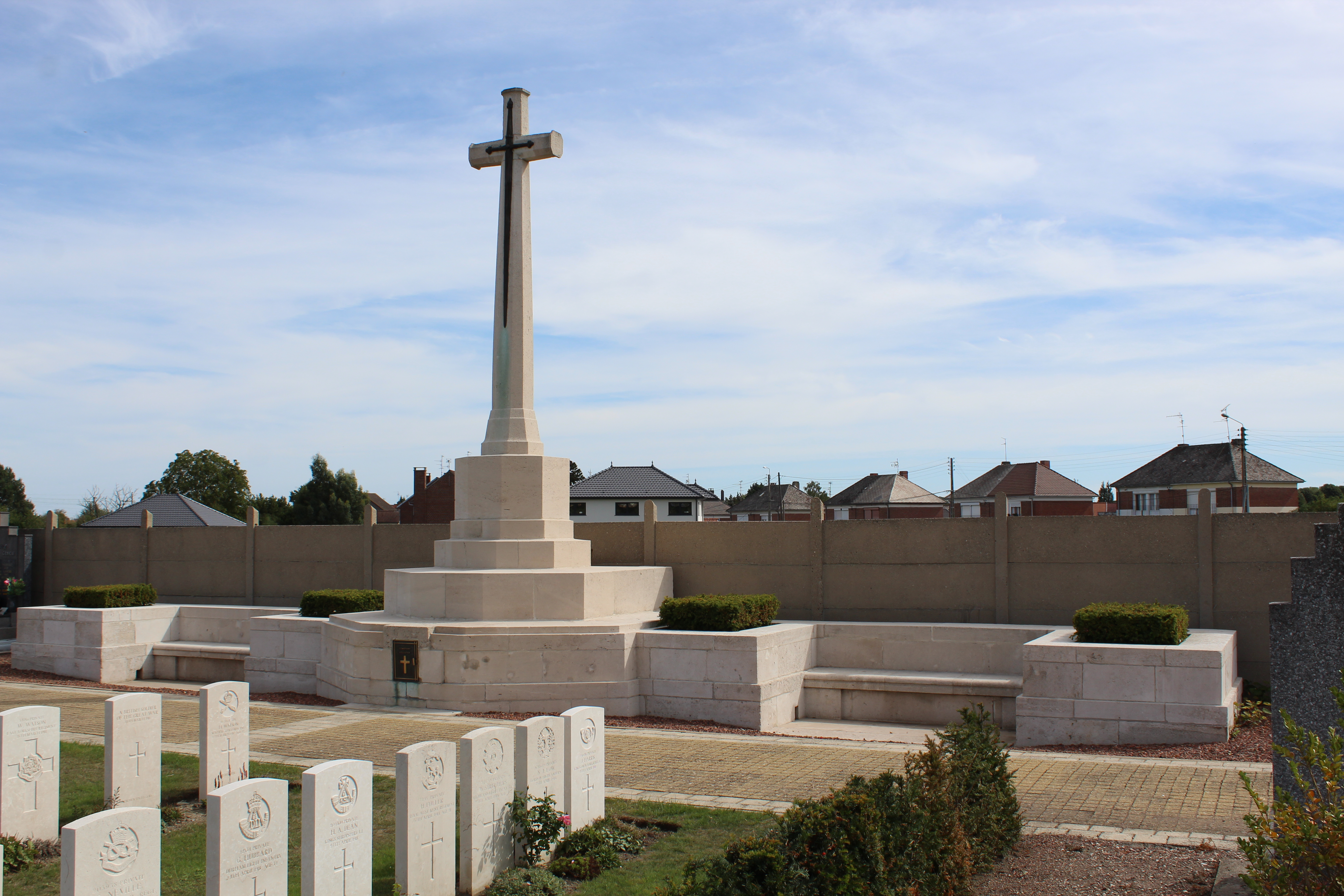
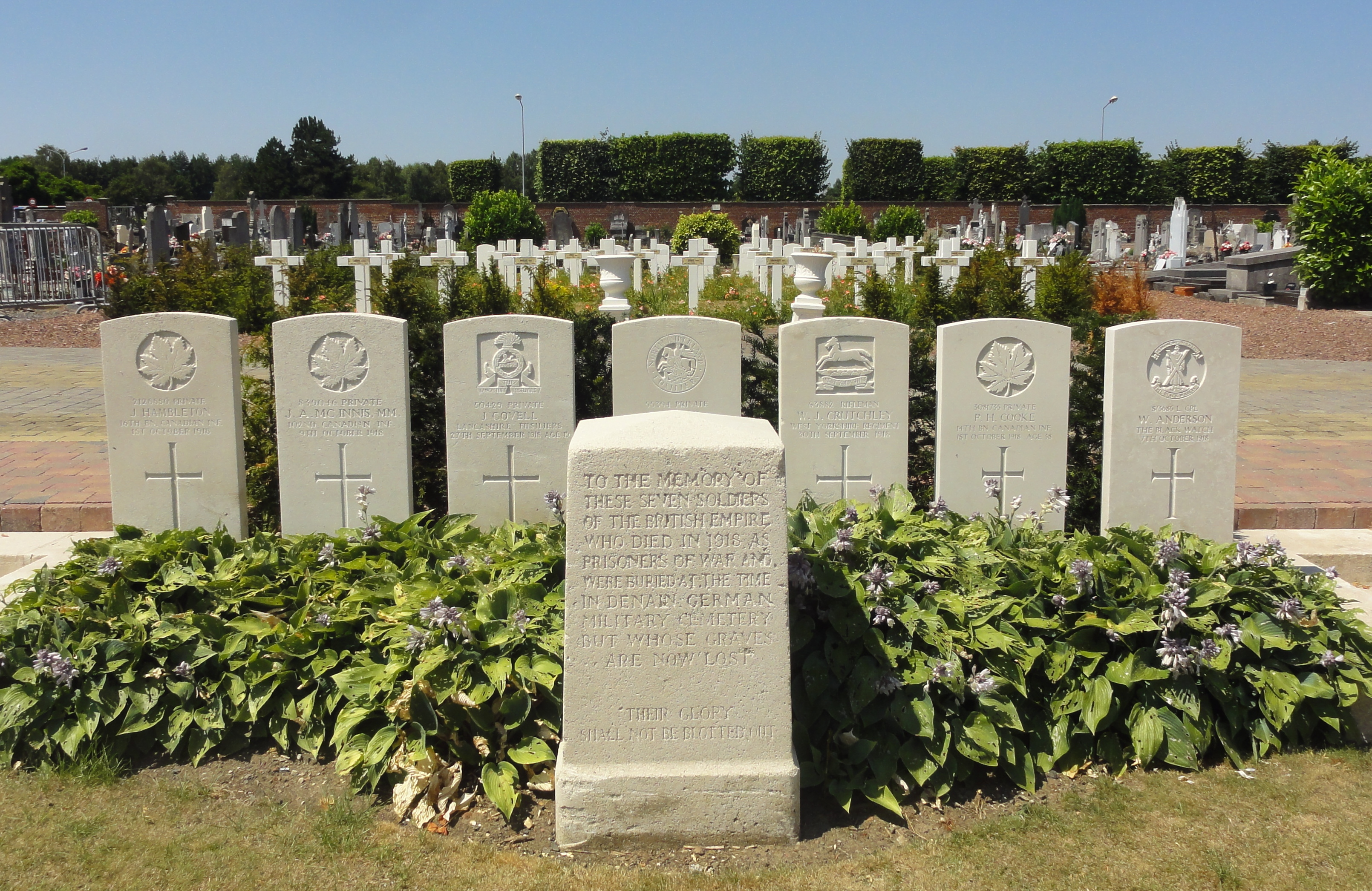

## Sépultures
| Pays        | Sépultures |
| ----------- | ---------- |
| Royaume-Uni | 238        |
| Canada      | 70         |
| Australie   | 1          |
| Total       | 309        |